# Tatsuno
Tatsuno (龍野市 -shi) é uma cidade japonesa localizada na província de Hyogo.
Em 2003 a cidade tinha uma população estimada em 40 278 habitantes e uma densidade populacional de 577,46 h/km². Tem uma área total de 69,75 km².
Recebeu o estatuto de cidade a 1 de Abril de 1951.